# Syców (gromada)
Syców – dawna gromada, czyli najmniejsza jednostka podziału terytorialnego Polskiej Rzeczypospolitej Ludowej w latach 1954–1972.
Gromady, z gromadzkimi radami narodowymi (GRN) jako organami władzy najniższego stopnia na wsi, funkcjonowały od reformy reorganizującej administrację wiejską przeprowadzonej jesienią 1954 do momentu ich zniesienia z dniem 1 stycznia 1973, tym samym wypierając organizację gminną w latach 1954–1972.
Gromadę Syców z siedzibą GRN w mieście Sycowie (nie wchodzącym w skład gromady) utworzono – jako jedną z 8759 gromad na obszarze Polski – w powiecie sycowskim w woj. wrocławskim, na mocy uchwały nr 26/54 WRN we Wrocławiu z dnia 2 października 1954. W skład jednostki weszły obszary dotychczasowych gromad Komorów i Wielowieś ze zniesionej gminy Wojciechowo Wielkie oraz Nowy Dwór, Ślizów i Wioska ze zniesionej gminy Dziadowa Kłoda w tymże powiecie. Dla gromady ustalono 18 członków gromadzkiej rady narodowej.
1 lipca 1968 do gromady Syców włączono wsie Stradomia Wierzchnia i Gaszowice z gromady Dziadowa Kłoda w tymże powiecie.
Gromada przetrwała do końca 1972 roku, czyli do kolejnej reformy gminnej. 1 stycznia 1973 w powiecie sycowskim utworzono gminę Syców (od 1999 gmina należy do powiatu oleśnickiego w woj. dolnośląskim).